# Bochen (Hückeswagen)
Bochen ist eine Ortschaft in Hückeswagen im Oberbergischen Kreis im Regierungsbezirk Köln in Nordrhein-Westfalen (Deutschland).

## Lage und Beschreibung
Bochen liegt im westlichen Hückeswagen nahe Straßweg.
Weitere Nachbarorte sind Dörpfeld, Hülsenbusch, Dörpfelderhöhe und Kleinkatern. Die Ortschaft ist von einer Stichstraße von der Landstraße L68 zwischen Scheideweg und Straßweg erreichbar.
Rings um Bochen entspringen die Bäche Heiensiefen, Bucher Siefen und Bochensiefen, allesamt Zuflüsse des Purder Bachs, der in die Große Dhünntalsperre mündet.

## Geschichte
1483 wurde der Ort das erste Mal urkundlich erwähnt und zwar "Spendenliste für den Marienaltar der Hückeswagener Kirche." Die Schreibweise der Erstnennung war zom Boichen.
Im 18. Jahrhundert gehörte der Ort zum bergischen Amt Bornefeld-Hückeswagen. 1815/16 lebten 28 Einwohner im Ort. 1832 gehörte Bochen der Großen Honschaft an, die ein Teil der Hückeswagener Außenbürgerschaft innerhalb der Bürgermeisterei Hückeswagen war. Der laut der Statistik und Topographie des Regierungsbezirks Düsseldorf als Weiler kategorisierte Ort besaß zu dieser Zeit drei Wohnhäuser und sieben landwirtschaftliche Gebäude. Zu dieser Zeit lebten 19 Einwohner im Ort, allesamt evangelischen Glaubens.
Im Gemeindelexikon für die Provinz Rheinland werden für 1885 vier Wohnhäuser mit 32 Einwohnern angegeben. Der Ort gehörte zu dieser Zeit zur Landgemeinde Neuhückeswagen innerhalb des Kreises Lennep. 1895 besitzt der Ort vier Wohnhäuser mit 22 Einwohnern, 1905 drei Wohnhäuser und 22 Einwohner.

## Wander- und Radwege
Folgende Wanderwege führen durch den Ort:
- Bergischer Panoramasteig
- Der Ortswanderweg ( = ) von Großkatern nach Kräwinklerbrücke

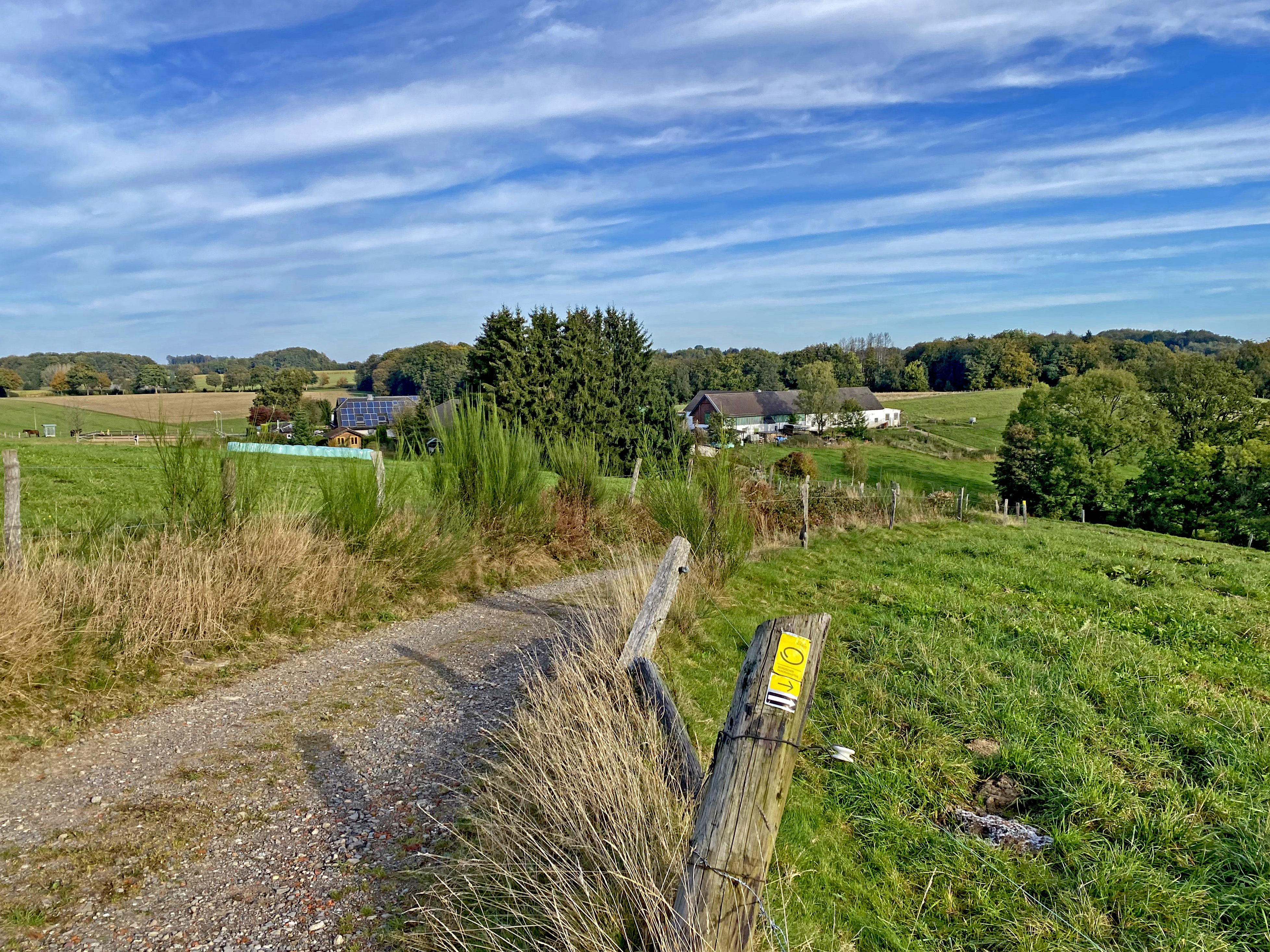
Berg. Panoramasteig durch Bochen
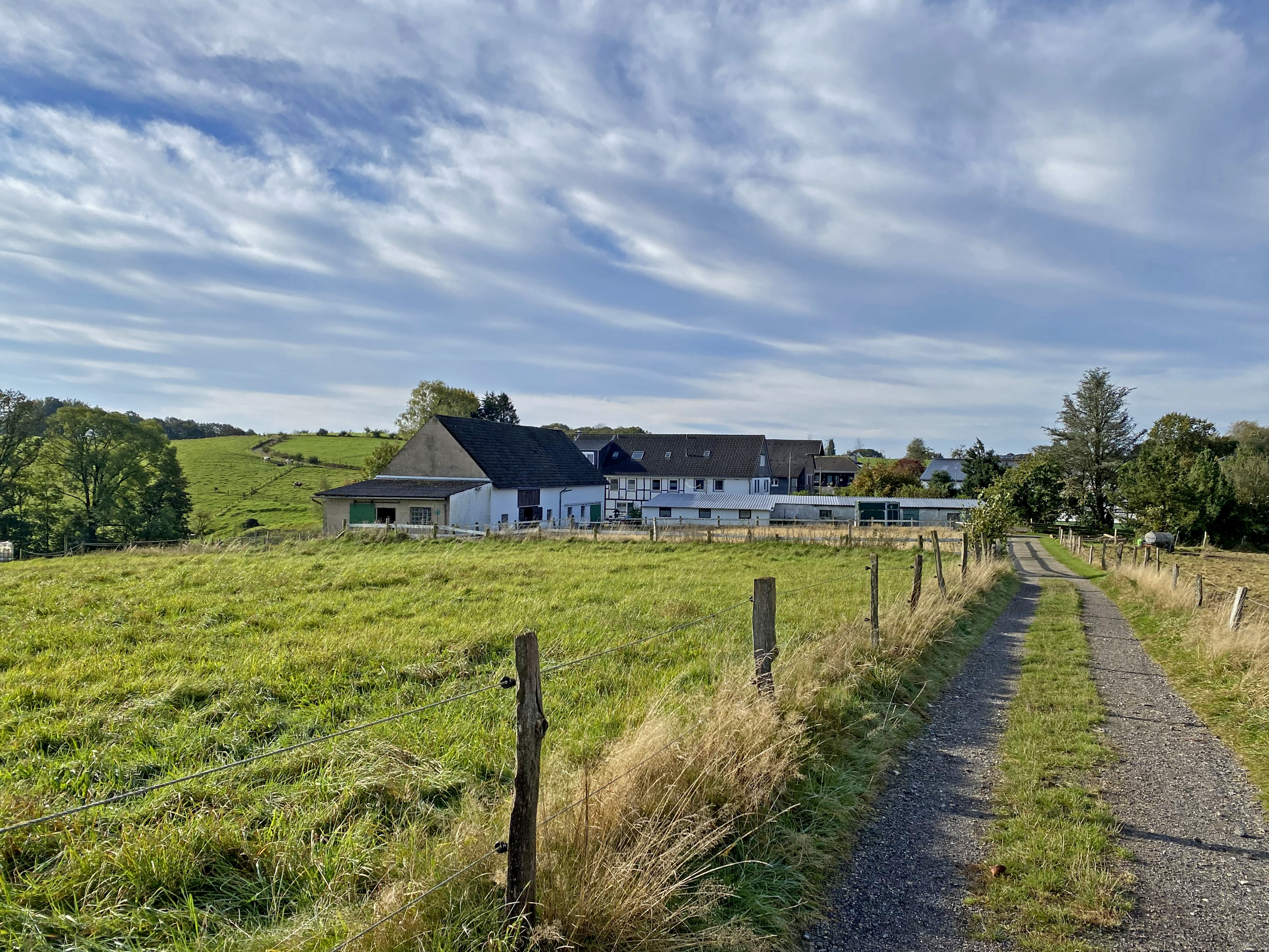
Ortschaft Bochen
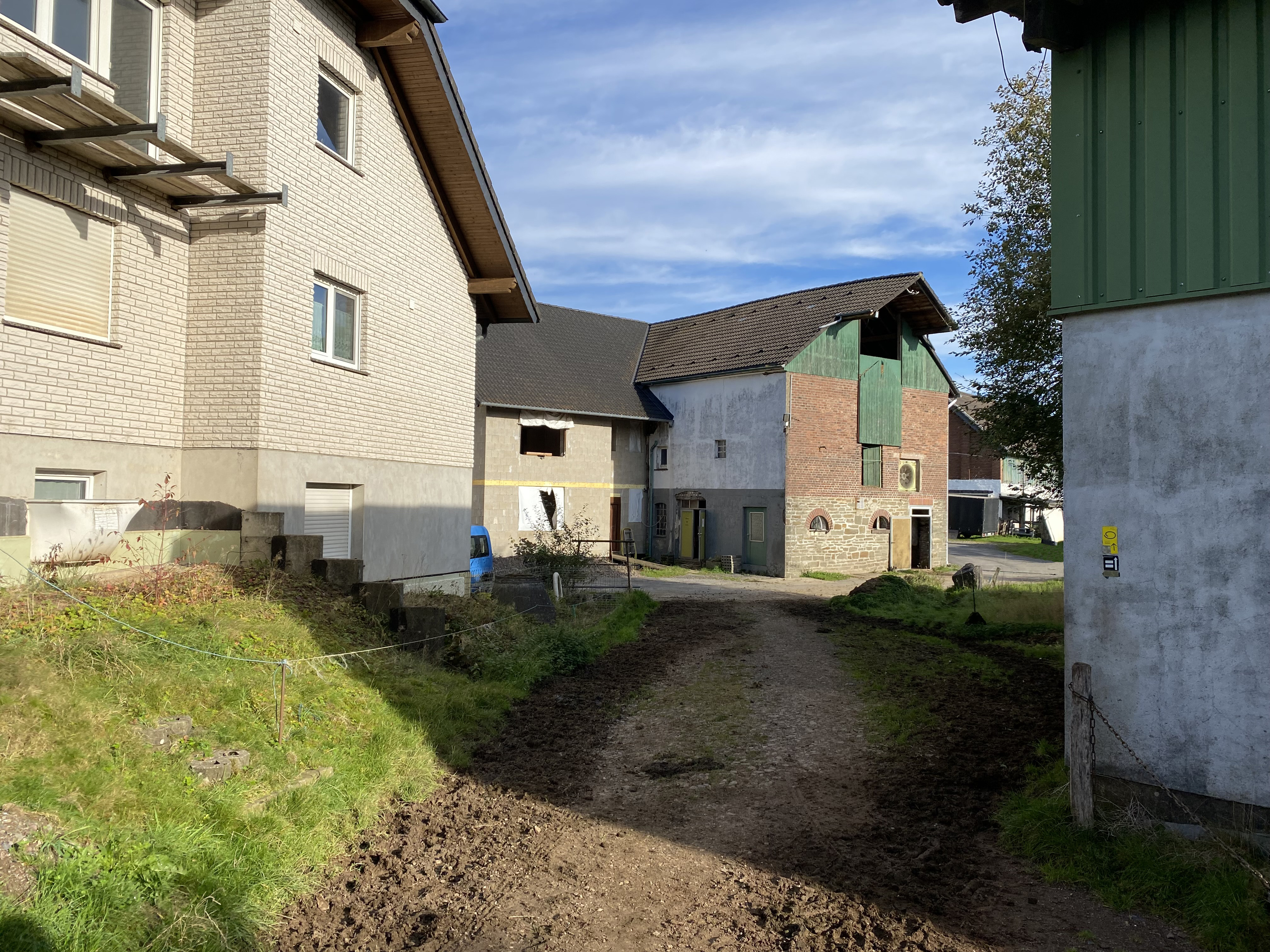
Hof in Bochen